# Eta Pavonis
Désignations
Eta Pavonis (en abrégé η Pav), ou Êta du Paon, est une étoile de la constellation du Paon. Sa magnitude apparente est de 3,62. D'après la mesure de sa parallaxe annuelle par le satellite Hipparcos, l'étoile est située à environ ∼ 352 a.l. (∼ 108 pc) de la Terre. Elle se rapproche du Système solaire à une vitesse radiale de −8 km/s.
Eta Pavonis est une étoile géante lumineuse rouge de type spectral K2II. Elle est environ 600 fois plus lumineuse que le Soleil.